# Alban Berg
Alban Berg (Beč, 9. veljače 1885. – Beč, 24. prosinca 1935.), austrijski skladatelj.
Pripadnik je Druge bečke škole (zajedno sa Schönbergom i Webernom). Stvorio je individualan ekspresivan glazbeni izraz. Opera Wozzeck je remek-djelo ekspresionističkoga glazbenog kazališta. U novije vrijeme nazivan je klasikom moderne. Berg je uspješno stvarao skladbe koje kombiniraju malerijanski romantizam i Schönbergovu dodekafoniju.

## Život i djelo
Alban Berg rođen je 9. veljače 1885. u Beču, kao treće od četvero djece Johanne i Conrada Berga. Bergova obitelj živjela je dosta lagodno sve do smrti Bergova oca 1900. godine.
U početku je bio zaintersiraniji za književnost nego za glazbu, te je počeo skladati tek s petnaest godina kada je sam sebe počeo učiti svirati. Pri kraju veljače ili početkom ožujka 1902. godine sluškinja u domu Bergovih Marie Scheuchl zatrudnjela je s Albanom. Marie je rodila kćer Albinu 4. prosinca 1902. godine.
Berg je imao malo formalnog glazbenog obrazovanja prije nego što je postao učenik Arnolda Schönberga u listopadu 1904. Schönberg ga je učio kontrapunktu, harmoniji i teoriji glazbe. Nakon samo tri godine, 1907., Berg je već započeo s lekcijama iz kompozicije. Među njegove studentske skladbe spadaju i 5 skica za klavirske koncerte. Tijekom ovog razdoblja je pisao i pjesme, među koje spadaju i njegovih Sedam ranih pjesama (Sieben Frühe Lieder), od kojih su tri bile Bergova prva javno izvedena djela na koncertu čiji je repertoar sadržavao djela Schönbergovih učenika. Rane skice za sonate kulminirale su nastankom sonate za klavir, Op. 1 (1907. – 1908.). Ta sonata danas se smatra jednim od najznačajnijih debitantskih djela ikad napisanih.
Berg je kod Schönberga učio sve do 1911. godine, a tijekom tog razdoblja razvio je divljenje prema njemu kao učitelju i kao skladatelju, te je s njim održao doživotno prijateljstvo. Berg je starijeg Schönberga možda vidio kao očinsku figuru jer je njegov otac preminuo kada je Bergu bilo samo 15 godina.
Jedna od glavnih Schönbergovih ideja bila je ta da jedinstvo skladbe ovisi o tom da svi njezini aspekti proizlaze iz jedne osnovne ideje. Ta ideja će kasnije biti znana kao razvojna varijacija. Sam Berg je to isto prenio i na svoje učenike, a jedan od njih, Theodor Adorno, rekao je:
Dobar primjer ovog je sonata za klavir - cijela skladba je izvedena iz početnog kvartala djela i uvodne fraze.
Berg je bio dio bečke kulturne elite tijekom fin de siècle perioda. Njegov krug suradnika činili su skladatelji Alexander von Zemlinsky i Franz Schreker, slikar Gustav Klimt, pisac i satiričar Karl Kraus, arhitekt Adolf Loos i pjesnik Peter Altenberg. Berg je 1906. upoznao pjevačicu Helenu Nahowski s kojom se, unatoč protivljenju njezine obitelji, oženio 3. svibnja 1911.
Godine 1913. dvije pjesme iz Bergove zbirke Pet orkestralnih pjesama o tekstovima s razglednica koje je napisao Peter Altenberg (1912.) premijerno su izvedene u Beču, a dirigent je bio Arnold Schönberg. Izvođenje pjesama pratio je velik orkestar, a sam izvođač pjesama pjevao je aforističnim izrazom. Izvedba je izazvala pobunu koja je dovela i do prekida izvedbe. Samo djelo je u potpunosti izvedeno tek 1952., a u potpunosti je objavljeno tek 1966.
Od 1915. do 1918., Berg je služio u austrijskoj vojsci, a tijekom jednog slobodnog razdoblja 1917. počeo je raditi na svom remek-djelu - operi Wozzeck. Nakon završetka Prvog svjetskog rata, Berg se smjestio u Beču gdje davao privatne satove glazbe. Pomagao je i Schönbergu u vođenju njegovog Društva za privatne glazbene izvedbe koje je stvoreno kako bi stvorilo idealno okruženje za one koji su željeli eksperimentirati s novim glazbenim stilovima. Društvo je takvim glazbenicima omogućilo javne izvedbe, reprizne koncerte i riješilo ih je straha od profesionalne kritike.
Godine 1924. javno su izvedena tri stavka iz Wozzecka, a to je Bergu donijelo prvi javni uspjeh. Berg je operu dovršio 1922., a u potpunosti je izvedena tek 14. prosinca 1925. kada je Erich Kleiber režirao operu u jednom berlinskom kazalištu. Wozzeck se danas smatra Bergovim najvažnijim djelom, te remek-djelom ekspresionističke vokalno-instrumentalne glazbe. Berg je započeo i s pisanjem svoje druge opere, Lulu, no uspio je napisati samo prva dva čina prije nego što je umro.
Bergovo najpoznatije djelo je ipak njegov elegični koncert za violinu. Kao i većina njegovih kasnijih djela i ovaj koncert kombinira dodekafoniju i atonalitet s dijelovima koji koriste tradicionalnu harmoniju. Osim ovog u djelu se mogu naći i dijelovi inspirirani Bachovim koralima i koruškom narodnom glazbom. Koncert je posvećen Manon, preminuloj kćeri arhitekta Waltera Gropiusa i njegove supruge Alme Schindler.
Ostale su poznate njegove skladbe Lirska suita (koja je utjecala na treći gudački kvartet Béle Bartóka), Tri djela za orkestar, Op. 6 (Alban Berg), Tri djela za orkestar, Op. 6 i Kammerkonzert za klavir, violinu i 13 puhačkih instrumenata.
Alban Berg umire na Badnjak 1935. godine od posljedica trovanja krvi koje je uzrokovano ubodom insekta. U vrijeme smrti imao je 50 godina.
Douglas Jarman je u Grove glazbenom rječniku napisao:

## Važnija djela

### Klavirska djela
- Sonata za klavir, Op.1
- Kammerkonzert (1925.) za klavir, violinu i 13 puhačkih instrumenata

### Komorna glazba
- Gudački kvartet, Op. 3
- Četiri djela za klarinet i klavir, Op. 5
- Lirska suita

### Orkestralna glazba
- Tri djela za orkestar, Op. 6
- Koncert za violinu

### Opere
- Wozzeck
- Lulu

### Vokalna glazba
- Sedam ranih pjesama
- Četiri pjesme, Op. 2
- Pet orkestralnih pjesama o tekstovima s razglednica koje je napisao Peter Altenberg, Op. 4
- Der Wein
- Sklopi mi oka oba

## Vanjske poveznice
- Berg, Alban Hrvatska enciklopedija. LZMK
- LZMK / Proleksis enciklopedija: Berg, Alban
- Music Academy Online.com – Alban Berg  Arhivirana inačica izvorne stranice od 4. ožujka 2016. (Wayback Machine) (engl.)
- Universal Edition.com – Alban Berg  Arhivirana inačica izvorne stranice od 20. svibnja 2015. (Wayback Machine) (njem.) (engl.)
- Pytheas Center for Contemporary Music: Alban Berg (engl.)
- Austria-Forum.org / Österreichisches Personenlexikon (1992): Berg, Alban (njem.)